# Олимпийский комитет Монголии
Национальный олимпийский комитет Монголии (монг. Монголын Үндэсний олимпийн хороо) — организация, представляющая Монголию в международном олимпийском движении. Основан в 1956 году; зарегистрирован в МОК в 1962 году. Первым председателем комитета был Жамьянгийн Лхагвасурэн.
Штаб-квартира расположена в Улан-Баторе. Является членом Международного олимпийского комитета, Олимпийского совета Азии и других международных спортивных организаций. Осуществляет деятельность по развитию спорта в Монголии.

## Медали на Олимпийских играх
| Медаль  | Имя                       | Игры           | Вид спорта |
| ------- | ------------------------- | -------------- | ---------- |
| Серебро | Жигжидийн Мунхбат         | Мехико 1968    | Борьба     |
| Бронза  | Чимидбазарын Дамдиншарав  | Мехико 1968    | Борьба     |
| Бронза  | Данзандаржаагийн Сэрээтэр | Мехико 1968    | Борьба     |
| Бронза  | Тумэрийн Артаг            | Мехико 1968    | Борьба     |
| Серебро | Хорлоогийн Баянмунх       | Мюнхен 1972    | Борьба     |
| Серебро | Зэвэгийн Ойдов            | Монреаль 1976  | Борьба     |
| Серебро | Цэндийн Дамдин            | Москва 1980    | Дзюдо      |
| Серебро | Жамцын Даваажав           | Москва 1980    | Борьба     |
| Бронза  | Равдангийн Даваадалай     | Москва 1980    | Дзюдо      |
| Бронза  | Дугарсурэнгийн Оюунболд   | Москва 1980    | Борьба     |
| Бронза  | Нэргуйн Энхбат            | Сеул 1988      | Бокс       |
| Бронза  | Намжилын Баярсайхан       | Барселона 1992 | Бокс       |
| Бронза  | Доржсурэнгийн Мунхбаяр    | Барселона 1992 | Стрельба   |
| Бронза  | Доржпаламын Нармандах     | Атланта 1996   | Дзюдо      |
| Бронза  | Хашбаатарын Цагаанбаатар  | Афины 2004     | Дзюдо      |
| Серебро | Отрядын Гундэгмаа         | Пекин 2008     | Стрельба   |
| Золото  | Найдангийн Түвшинбаяр     | Пекин 2008     | Дзюдо      |
| Серебро | Пурэвдоржийн Сэрдамба     | Пекин 2008     | Бокс       |
| Золото  | Энхбатын Бадар-Ууган      | Пекин 2008     | Бокс       |